# Otokar Vectio
De Otokar Vectio is een autobustype van de Turkse busfabrikant Otokar. De bus werd in 2007 geïntroduceerd. De bus wordt ook gebouwd onder licentie bij de Franse busfabrikant Fast Concept Car. De bussen van Fast Concept Car zijn speciaal bedoeld voor de West-Europese markt, terwijl de bussen van Otokar met name bedoeld zijn voor de Oost-Europese markt.

## Versies
Er zijn verschillende versies van de Vectio;
- Vectio C; Stadsbusversie
- Vectio U; Streekbusversie
- Vectio ULE; Streekbusversie met verlaagde vloer
- Vectio T; Touringcarversie
- Vectio 250LE; Stads- en streekbusversie
- Vectio 250U; Stads- en streekbusversie
- Vectio 250SH; Interstedelijke streekbusversie
- Vectio 250S; Multifunctionele versie
- Vectio 250T; Touringcarversie

De versies Vectio C, Vectio U, Vectio U LE en de Vectio T worden bij Otokar gebouwd. De versies Vectio 250LE, Vectio 250U, Vectio 250SH, Vectio 250S en Vectio 250T worden bij Fast Concept Car gebouwd.

## Technische Specificaties
|                             | Vectio C              | Vectio U                               | Vectio ULE                             | Vectio T                     | Vectio 250LE                           | Vectio 250U                                             | Vectio 250SH                 | Vectio 250S                           | Vectio 250T                  |
| --------------------------- | --------------------- | -------------------------------------- | -------------------------------------- | ---------------------------- | -------------------------------------- | ------------------------------------------------------- | ---------------------------- | ------------------------------------- | ---------------------------- |
| Lengte                      | 9 165 mm              | 9 174 mm                               | 9 174 mm                               | 10 000 mm                    | 9 165 mm                               | 9 174 mm                                                | 9 174 mm                     | 9 174 mm                              | 10 000 mm                    |
| Breedte                     | 2 350 mm              | 2 410 mm                               | 2 410 mm                               | 2 410 mm                     | 2 350 mm                               | 2 410 mm                                                | 2 410 mm                     | 2 410 mm                              | 2 410 mm                     |
| Hoogte (exterieur)          | 3 146 mm              | 3 155 mm                               | 3 155 mm                               | 3 255 mm                     | 3 146 mm                               | 3 155 mm                                                | 3 155 mm                     | 3 155 mm                              | 3 255 mm                     |
| Hoogte (interieur)          | 2 480 mm / 1 974 mm   | 1 986 mm                               | 1 986 mm                               | 1 986 mm                     | 2 480 mm / 1 974 mm                    | 1 986 mm                                                | 1 986 mm                     | 1 986 mm                              | 1 986 mm                     |
| Wielbasis                   | 4 271 mm              | 4 460 mm                               | 4 460 mm                               | 5 000 mm                     | 4 271 mm                               | 4 460 mm                                                | 4 460 mm                     | 4 460 mm                              | 5 000 mm                     |
| Vooroverbouw                | 2 116 mm              | 1 936 mm                               | 1 936 mm                               | 2 208 mm                     | 2 116 mm                               | 1 936 mm                                                | 1 936 mm                     | 1 936 mm                              | 2 208 mm                     |
| Achteroverbouw              | 2 778 mm              | 2 778 mm                               | 2 778 mm                               | 2 792 mm                     | 2 778 mm                               | 2 778 mm                                                | 2 778 mm                     | 2 778 mm                              | 2 792 mm                     |
| Draaicirkel                 | 6,9 m                 | 8,05 m                                 | 8,05 m                                 | 8,61 m                       | 6,9 m                                  | 7,76 m                                                  | 7,76 m                       | 7,76 m                                | 7,6 m                        |
| Bagageruimte                | n.v.t.                | 3,5 m³                                 | n.v.t.                                 | 5,5 m³                       | n.v.t.                                 | n.v.t.                                                  | 3,5 m³                       | 2,5 m³                                | 5,5 m³                       |
| Motor                       | MAN D0836 L0H 73      | MAN D0836 LOH 65                       | MAN D0836 LOH 65                       | MAN D0836 LOH 64             | MAN D0836 LOH 65                       | MAN D0836 LOH 65                                        | MAN D0836 LOH 65             | MAN D0836 LOH 65                      | MAN D0836 LOH 65             |
| Emissie                     | Euro 5                | Euro 5                                 | Euro 5                                 | Euro 5                       | Euro 5                                 | Euro 5                                                  | Euro 5                       | Euro 5                                | Euro 5                       |
| Motor (optioneel)           | MAN D0836 LOH 65      | n.v.t.                                 | n.v.t.                                 | n.v.t.                       | n.v.t.                                 | n.v.t.                                                  | n.v.t.                       | n.v.t.                                | n.v.t.                       |
| Emissie                     | Euro 6                | n.v.t.                                 | n.v.t.                                 | n.v.t.                       | n.v.t.                                 | n.v.t.                                                  | n.v.t.                       | n.v.t.                                | n.v.t.                       |
| Vermogen                    | 184 kW (250 pk        | 184 kW (250 pk)                        | 184 kW (250 pk)                        | 213 kW (290 pk)              | 184 kW (250 pk)                        | 184 kW (250 pk)                                         | 184 kW (250 pk)              | 184 kW (250 pk)                       | 184 kW (250 pk)              |
| Versnellingsbak             | VOitH DiWA (automaat) | ZF 6S1010BO (handgeschakeld)           | ZF 6S1010BO (handgeschakeld)           | ZF 6S1010BO (handgeschakeld) | VOITH DIWA 845.5 (automaat)            | ZF 6S1010BO (handgeschakeld)                            | ZF 6S1010BO (handgeschakeld) | ZF 6S1010BO (handgeschakeld)          | ZF 6S1010BO (handgeschakeld) |
| Zitplaatsen1                | 25                    | 29 (met rolstoel) 39 (zonder rolstoel) | 29 (met rolstoel) 39 (zonder rolstoel) | 39 (met wc) 44 (zonder wc)   | 24                                     | 31 (met rolstoel) 35 (zonder rolstoel)                  | 40                           | 36 (met rolstoel) 40 (zonder rolstoel | 39 (met wc) 44 (zonder wc)   |
| Staanplaatsen               | 32                    | 12                                     | 12                                     | 0                            | 34 (met rolstoel) 42 (zonder rolstoel) | 10 (met rolstoel) 12 (met rolstoel) 6 (zonder rolstoel) | 0                            | 0                                     | 0                            |
| Rolstoelplaats              | 1                     | Optioneel                              | 1                                      | n.v.t.                       | 1                                      | Optioneel                                               | n.v.t.                       | Optioneel                             | n.v.t.                       |
| Maximaal aantal passagiers2 | 57 personen           | 51 personen                            | 51 personen                            | 44 personen                  | 66 personen                            | 57 personen                                             | 40 personen                  | 40 personen                           | 44 personen                  |

Opmerkingen: 1= afhankelijk van het aantal deuren en stoelindeling; 2= inclusief staanplaatsen

## Inzet
Dit bustype komt voor in verschillende Europese landen, waaronder Duitsland, Polen en Luxemburg.
| Land      | Bedrijf               | Type          | Serie         | Aantal | Inzet            | Opmerkingen |
| --------- | --------------------- | ------------- | ------------- | ------ | ---------------- | ----------- |
| Frankrijk | Transdev Sud-Ouest    | Vectio 250 LE | 370-373       | 4      | Anglet - Bayonne |             |
| Luxemburg | Autocars Altmann      | Vectio T      | BU1111        | 1      | Streekdienst     |             |
| Luxemburg | Voyages Schiltz       | Vectio 250 LE | SB5005        | 1      | Streekdienst     |             |
| Luxemburg | Voyages Siedler Thill | Vectio 250 LE | BU2411 BU2415 | 2      | Streekdienst     |             |
| Luxemburg | Voyages Siedler Thill | Vectio 250 T  | BU2420        | 1      | Streekdienst     |             |
| Polen     | MZK Przemyśl          | Vectio 250 LE | 433-444       | 12     | Przemyśl         |             |